# Push (Matchbox Twenty)
Push è un singolo del gruppo musicale statunitense Matchbox Twenty, pubblicato il 10 giugno 1997 come secondo estratto dal primo album in studio Yourself or Someone Like You.

## Video musicale
Il video di Push fu girato tra il 27 e il 28 marzo 1997 a Los Angeles, sotto la direzione di Nigel Dick. Il filmato inizia e termina con Rob Thomas, leader della band, che gioca con un pupazzo. Durante il brano si vede il gruppo suonare in un vicolo. Un paio di scene raffigurano Thomas incatenato a un muro. In un'altra scena il frontman si aggrappa a un recinto di filo spinato mentre il resto della band si trova in secondo piano. In altri fotogrammi Thomas si trova invece in una stanza chiusa con un letto e un orologio, nella quale si vedono apparire, flebilmente, di schiena, quattro donne nude, che poi scompaiono alla vista verso la fine del video.

## Controversie
Quando il brano venne pubblicato, inizialmente alcuni gruppi femministi espressero indignazione nei confronti della band, sostenendo che la canzone incoraggiasse l'abuso sessuale femminile; tuttavia Rob Thomas ha sempre affermato che sia in realtà l'uomo nel brano (lui stesso oppure di fantasia) a subire un abuso, emotivo o fisico, da parte di una donna. Il frontman fu sorpreso di sapere che la canzone venisse interpretata come misogina. In un'intervista con The Morning Call Thomas parlò del brano come una descrizione dell'innamoramento e del disinnamoramento e il bassista Brian Yale aggiunse: "Eravamo un po' sorpresi quando abbiamo sentito tutta quella roba. [La nostra risposta] è stata: 'Wow, davvero? No, non parla di questo.' Voglio dire, provate semplicemente a conoscerci. Non siamo sempre gli uomini più virili che ci siano. Io sono un tipo basso. Non penso di riuscire a prendere qualcuno a calci (nel sedere)."

## Tracce e formati
- Vinile a 12 pollici, cassetta e singolo in CD

1. "Push" – 3:59
2. "Tired" – 3:44

- Maxi singolo

1. "Push" – 3:59
2. "Busted" (acoustic) – 4:24
3. "Tired" – 3:44

## Formazione
La lista seguente è tratta dalle note di copertina dell'album Yourself or Someone Like You.
- Rob Thomas – voce
- Kyle Cook – chitarra principale, voce di sottofondo
- Adam Gaynor – chitarra ritmica, voce di sottofondo
- Brian Yale – basso
- Paul Doucette – batteria
- Matt Serletic – produzione, mixing, composizione e arrangiamento

## Classifiche

### Classifiche settimanali
| Classifica (1997-1998)            | Posizione massima |
| --------------------------------- | ----------------- |
| Australia                         | 8                 |
| Canada (Adult Contemporary)       | 38                |
| Canada (Top Singles)              | 6                 |
| Canada (Rock/Alternative)         | 4                 |
| Germania                          | 91                |
| Paesi Bassi (Dutch Top 40)        | 14                |
| Paesi Bassi (Single Top 100)      | 61                |
| Regno Unito                       | 38                |
| Scozia                            | 30                |
| Stati Uniti (radio)               | 5                 |
| Stati Uniti (alternative)         | 2                 |
| Stati Uniti (mainstream rock)     | 4                 |
| Stati Uniti (adult top 40)        | 6                 |
| Stati Uniti (alternative airplay) | 1                 |
| Stati Uniti (mainstream top 40)   | 3                 |

### Classifiche di fine anno
| Classifica (1997)                | Posizione |
| -------------------------------- | --------- |
| Australia                        | 33        |
| Canada (Adult Contemporary)      | 65        |
| Canada (Top Singles)             | 33        |
| Canada (Rock/Alternative)        | 24        |
| Stati Uniti (mainstream rock)    | 4         |
| Stati Uniti (adult top 40)       | 24        |
| Stati Uniti (modern rock tracks) | 5         |

## Cultura popolare
Un estratto del brano è stato usato nella traccia Polka Power! di "Weird-Al" Jankovic, dall'album Running with Scissors.